# Jerger Krisztina
Jerger Krisztina (Budapest, 1948. szeptember 5. – Budapest, 2020. május 25.) Ferenczy Noémi-díjas magyar művészettörténész.

## Élete
Magyar édesapja keszthelyi pedagógusok gyermeke, lengyel édesanyja földbirtokos családból származott, a második világháború kitörése után menekült hazánkba. Politikailag megbízhatatlanok voltak, ezért apja anyagbeszerzőként, anyja varrásból és hasonló munkákból tartotta el rendkívül szűkösen a családot.
A középiskolát a budapesti Varga Katalin Gimnáziumban végezte el. 1969–70-ben a Varsói Egyetem lengyel szakán tanult. Apja disszidálása után rövid időre visszatért Budapestre, majd 1976-ig ismét a Varsóban tanult tovább művészettörténetet. A lengyel ellenzék számos tagjával ismerkedett meg.
Varsóban és Budapesten is egy ideig takarításból, kávéfőzésből és hasonló munkákból élt. 1977-től a budapesti Műcsarnok kiállításrendezője, -szervezője. Foglalkozott a menedzselés elméletével és gyakorlatával is. 1978 és ’82 között rendszeresen rendezett kiállításokat a Józsefvárosi Galériában. Több kiállítást tervezett és rendezett a Szépművészeti Múzeumban is. 1999–2001-es időszakban főigazgató helyettesi posztot is töltött be a Műcsarnokban. 2005-ben vált meg az intézménytől. Öt évig a Varsói Magyar Kulturális Intézet vezetője lett. Visszatérte után ismét a Műcsarnokban dolgozott.
Tanított tanfolyamokon és az Iparművészeti Főiskolán.
A képzőművészet minden korszaka érdekelte, de főként kortárs magyar alkotók, különösen gobelinművészek életművét dolgozta fel. Nevéhez fűződik a Városligeti tavon rendezett úszó szoborkiállítás. Részt vett a Holokauszt Múzeum nyitókiállításának megtervezésében.
Magyarország számtalan külföldi bemutatkozásán volt a szervezők között, a lengyelországi rendezvények elmaradhatatlan közreműködője.

## Díjai, elismerései
- 1981, 1985 – Nívódíj
- 1993 – Ferenczy Noémi-díj
- 2015 – Lengyel Köztársasági Érdemrend Lovagkeresztje
- 2016 – MúzeumCafé-díj (megosztva)